# Sven Schultze
Sven Schultze (Bamberga, 11 luglio 1978) è un ex cestista tedesco, solitamente impiegato come ala grande.

## Carriera

### Club
La carriera di Schultze inizia nella sua città natale, giocando con il Brose Baskets Bamberg fino al 1998. Da quell'anno si trasferisce all'Alba Berlino, restandovi per quattro stagioni intervallate da un prestito al TuS Lichterfelde: negli anni di permanenza all'Alba contribuisce alla vittoria di tre campionati nazionali tedeschi e due Coppe di Germania, debuttando anche in Eurolega.
Dopo l'esperienza triennale con il Bayer Leverkusen (2002-2005), Schultze approda all'Armani Jeans Milano nell'aprile 2005, disputando l'ultima parte della stagione: con la casacca meneghina arriverà subito ad un passo dallo scudetto, perdendo le finali playoff contro la Fortitudo Bologna. Viene confermato dai milanesi anche per due ulteriori annate.
Nel 2007 resta in serie A venendo ingaggiato dalla Snaidero Udine, firmando un contratto annuale con opzione per un ulteriore anno. Tale opzione non viene però esercitata e il giocatore  passa nel 2008 all'Olympia Larissa, nella massima serie greca. Una volta terminato il campionato ellenico, ritorna in Italia per giocare l'ultima parte del torneo di Legadue tra le file della Junior Casale Monferrato, sostituendo l'infortunato Nick George. La corsa casalese si ferma alle semifinali playoff, l'apporto di Schultze è di 11 punti di media e un 20/29 complessivo nel tiro da tre.
Ora milita nel Basket Club Ferrara, approdato in squadra per cercare di aiutare la società ad arrivare alla salvezza.

### Nazionale
Ha debuttato con la Germania nel 2000, vincendo poi la medaglia d'argento agli Europei 2005.

## Palmarès
- Campionato tedesco: 3

Alba Berlino: 1999-2000, 2000-01, 2001-02
- Coppa di Germania: 4

Alba Berlino: 1999, 2002, 2013, 2014
- Supercoppa tedesca: 1

Alba Berlino: 2013